# عدد شایستگی
عدد شایستگی (به انگلیسی: Figure of merit)، کمیتی است که برای مشخص کردن کارایی یک دستگاه، سامانه یا روش، نسبت به جایگزین‌های آن استفاده می‌شود. در زیست حسگرها عدد شایستگی معکوس  حد تشخیص(LOD) است .

## مثال‌ها
- نرخ کلاک یک CPU
- کالری در هر وعده
- نسبت کنتراست LCD
- پاسخ فرکانسی یک بلندگو
- ضریب پُری سلول خورشیدی
- وضوح حسگر تصویر در دوربین دیجیتال
- اندازه‌گیری عملکرد آشکارش یک سامانه سونار، که به عنوان افت انتشار تعریف می‌شود که برای آن احتمال تشخیص ۵۰٪ به دست می‌آید.
- عدد نویز گیرنده رادیویی
- عدد شایستگی ترموالکتریک، zT، ثابت ماده متناسب با بازدهی یک تزویج ترموالکتریکی ساخته شده با مواد
- عدد شایستگی مبدل دیجیتال به آنالوگ، محاسبه‌شده به صورت (اتلاف توان)/(2ENOB × پهنای باند مؤثر) [J/Hz]
- بازدهی روشنایی نورپردازی
- سود یک شرکت
- نویز باقیمانده پس از جبران در برآورد هوامغناطیسی
- عمر باتری رایانه لپ‌تاپ[۳]
- کیفیت جذبش و انتقال‌گر حرارت برای اجاق خورشیدی
- عددهای شایستگی تقویت‌کننده صوتی مانند بهره یا بازدهی

محک‌ها عدد ترکیبی شایستگی هستند که سرعت رایانه‌ها را در انجام وظایف مختلف معمولی خلاصه می‌کنند.